# Evropská silnice E74
Mezinárodní silnice E74 je evropská silnice vedoucí z francouzského města Nice do města Alessandria, v Itálii. V Nice se napojuje na silnici E80 a v Alessandrii na E25 a E70. Její celková délka je 246 km.

## Trasa

### Francie
Nice
Beausoleil – Menton

### Itálie
Ventimiglia – Airole

### Francie
Breil-sur-Roya – Saorge – Tende

### Itálie
Borgo San Damazzo – Cuneo – Fossano – Asti – Alessandria